# Delphinium cooperi
Delphinium cooperi är en ranunkelväxtart som beskrevs av Philip Alexander Munz. Delphinium cooperi ingår i släktet storriddarsporrar, och familjen ranunkelväxter. Inga underarter finns listade i Catalogue of Life.